# Grobya
Grobya es un género que contiene solamente cinco especies de orquídeas. Es originario de Brasil.

## Descripción
Todas son vegetativamente similares, solo unas pocas son identificables cuando florecen, presenta pseudobulbos globulares anillados, carnosos y masivos a los que se les conoce popularmente como cebolla de los bosques. Los seudobulbos están inicialmente cubiertos y más tarde, desnudos y arrugados. Las hojas son cuatro o cinco, subcoriáceas, lineales y largas, herbáceas, con las costillas rígidas, en general, aumentando desde el ápice de los pseudobulbos, sus bases forman una especie de tubo.
Las inflorescencia son laterales y racemosas cerca de la base de los pseudobulbos. Los pétalos y sépalos son diferentes, el labio se articula con el pie de columna, en posición vertical, tiene dos polinias.

## Distribución y hábitat
El género Grobya comprende cinco especies, todas del sureste y el sur de Brasil, y una única especie descrita recientemente en Minas Gerais. Se encuentran en campos pedregosos. Son epífitas, a menudo de hábitos terrestres o rupícolas, frecuentes aparecen en áreas abiertas o arboladas de sombra, e incluso en sus márgenes.

## Evolución, filogenia y taxonomía
Fue propuesto por John Lindley, y publicado en Edwards's Botanical Register 20: pl. 1740, en el año 1835. 

### Etimología
El nombre del género es un homenaje a Lord Grey de Groby, orquídologo inglés.

### Especies deGrobya
- Grobya amherstiae Lindl., Edwards's Bot. Reg. 20: t. 1740 (1835).
- Grobya cipoensis F.Barros & Lourenço, Bot. J. Linn. Soc. 145: 120 (2004).
- Grobya fascifera Rchb.f., Flora 69: 551 (1886).
- Grobya galeata Lindl., Edwards's Bot. Reg. 26(Misc.): 83 (1840).
- Grobya guieselii F.Barros & Lourenço, Bot. J. Linn. Soc. 145: 125 (2004).